# ブコッ駅
ブコッ駅 （ブコッえき、マレー語:Bekok Railway Station） は、マレーシアのジョホール州ブコッにある、マレー鉄道ウエスト・コースト線の駅である。

## 概要
KTMインターシティの一部の列車が停車する。 

## 歴史
- 1909年7月1日 - スガマッ～ジョホール・バル間開業。

## 駅構造
単式ホーム1面1線をもつ地上駅である。駅舎は西側にあり、ホームに面している。東側に待避線が1線あり列車交換ができる。